# ماسیمو برتاگنولی
ماسیمو برتاگنولی (انگلیسی: Massimo Bertagnoli؛ زادهٔ ۲۶ فوریهٔ ۱۹۹۹) بازیکن فوتبال است.
از باشگاه‌هایی که در آن بازی کرده‌است می‌توان به باشگاه فوتبال کیه‌وو ورونا اشاره کرد.